# Chapada do Norte
Chapada do Norte là một đô thị thuộc bang Minas Gerais, Brasil. Đô thị này có diện tích 827,958 km², dân số năm 2007 là 15449 người, mật độ 17,9 người/km².